# Barrolândia
Barrolândia là một đô thị thuộc bang Tocantins, Brasil. Đô thị này có diện tích 713,297 km², dân số năm 2007 là 5155 người, mật độ 7,23 người/km².